# AFC Challenge Cup 2008
AFC Challenge Cup 2008 là một giải bóng đá giữa các quốc gia của châu Á lần thứ hai do Liên đoàn bóng đá châu Á (AFC) tổ chức, diễn ra ở Ấn Độ từ ngày 30 tháng 7 đến 13 tháng 8 năm 2008. Chủ nhà Ấn Độ giành chức vô địch của giải, đồng thời đội cũng giành giải Fair play và đội trưởng Baichung Bhutia đoạt danh hiệu Cầu thủ xuất sắc nhất giải đấu. Đội vô địch giải này và giải lần sau (AFC Challenge Cup 2010) sẽ giành quyền tham dự Cúp bóng đá châu Á 2011.
Giải đấu đầu tiên định tổ chức tại Đài Loan, song do quốc gia này không đáp ứng được những điều kiện do AFC đặt ra nên địa điểm tổ chức được thay đổi.

## Thể thức thi đấu
Hai mươi hai đội bóng có thứ hạng thấp nhất theo bảng xếp hạng của Liên đoàn bóng đá châu Á có quyền đăng ký tham gia giải đấu. Mông Cổ và Đông Timor đã quyết định rút lui ngay từ đầu. Trong số hai mươi đội còn lại, bốn đội có thứ hạng cao nhất gồm CHDCND Triều Tiên, Turkmenistan, Ấn Độ và Myanmar được quyền đặc cách vào thẳng vòng chung kết. 16 đội còn lại được chia làm 4 bảng đấu tham dự vòng loại, lấy đội đứng đầu mỗi bảng vào vòng sau.

### Hạt giống
In đậm là các đội tham dự vòng chung kết, In nghiêng là các đội bỏ cuộc.
| 1. CHDCND Triều Tiên · 2. Turkmenistan · 3. Ấn Độ · 4. Myanmar · 5. Tajikistan · 6. Sri Lanka · 7. Nepal · 8. Kyrgyzstan · 9. Palestine (Bỏ cuộc ngày 14 tháng 5, 2008) · 10. Đài Bắc Trung Hoa | 11. Bangladesh · 12. Brunei · 13. Pakistan · 14. Campuchia · 15. Philippines · 16. Afghanistan · 17. Bhutan · 18. Ma Cao · 19. Guam · 20. Lào (Bỏ cuộc ngày 2 tháng 5, 2008) |

## Vòng loại
Các đội bóng đưới đây giành quyền tham dự vòng chung kết:
- CHDCND Triều Tiên
- Turkmenistan
- Ấn Độ
- Myanmar
- Tajikistan
- Sri Lanka
- Nepal
- Afghanistan

## Địa điểm
| Sân vận động Gachibowli Athletic | Sân vận động Lal Bahadur Shastri | Sân vận động Ambedkar |
| Sức chứa: 30.000                 | Sức chứa: 30.000                 | Sức chứa: 20.000      |
|                                  |                                  |                       |

## Vòng chung kết

### Vòng bảng
Giờ thi đấu tính theo giờ địa phương (UTC+5:30)
|  | Đội giành quyền vào vòng trong. |

Chú thích:
- Pts = số điểm
- Pld = số trận
- W = thắng
- D = hòa
- L = bại
- GF = bàn thắng
- GA = bàn thua
- GD = hiệu số

#### Bảng A
| Đội          | Tr | T | H | B | BT | BB | HS  | Đ |
| ------------ | -- | - | - | - | -- | -- | --- | - |
| Ấn Độ        | 3  | 2 | 1 | 0 | 4  | 2  | +2  | 7 |
| Tajikistan   | 3  | 1 | 2 | 0 | 5  | 1  | +4  | 5 |
| Turkmenistan | 3  | 1 | 1 | 1 | 6  | 2  | +4  | 4 |
| Afghanistan  | 3  | 0 | 0 | 3 | 0  | 10 | −10 | 0 |

| Turkmenistan | 0–0        | Tajikistan |
| ------------ | ---------- | ---------- |
|              | (chi tiết) |            |

| Ấn Độ                 | 1–0        | Afghanistan |
| --------------------- | ---------- | ----------- |
| Climax Lawrence 90+2' | (chi tiết) |             |

| Tajikistan       | 1-1        | Ấn Độ                           |
| ---------------- | ---------- | ------------------------------- |
| Yusuf Rabiev 11' | (chi tiết) | Alisher Tuychiev 61' (lưới nhà) |

| Afghanistan | 0–5        | Turkmenistan                                                   |
| ----------- | ---------- | -------------------------------------------------------------- |
|             | (chi tiết) | Guvanchmuhamed Ovekov 1' 41' 76' 80' · Vyaceslav Krendelev 24' |

| Turkmenistan          | 1–2        | Ấn Độ                   |
| --------------------- | ---------- | ----------------------- |
| Yusup Orazmamedov 85' | (chi tiết) | Baichung Bhutia 54' 80' |

| Afghanistan | 0–4        | Tajikistan                                             |
| ----------- | ---------- | ------------------------------------------------------ |
|             | (chi tiết) | Yusuf Rabiev 14' 44' 59' · Davrondzhon Tukhtasunov 39' |

#### Bảng B
| Đội               | Tr | T | H | B | BT | BB | HS | Đ |
| ----------------- | -- | - | - | - | -- | -- | -- | - |
| CHDCND Triều Tiên | 3  | 3 | 0 | 0 | 5  | 0  | +5 | 9 |
| Myanmar           | 3  | 2 | 0 | 1 | 6  | 2  | +4 | 6 |
| Nepal             | 3  | 1 | 0 | 2 | 3  | 4  | −1 | 3 |
| Sri Lanka         | 3  | 0 | 0 | 3 | 1  | 9  | −8 | 0 |

| CHDCND Triều Tiên                                    | 3–0        | Sri Lanka |
| ---------------------------------------------------- | ---------- | --------- |
| MPW Madushka Peiris 5' (l.n.) · Pak Song-Chol 9' 27' | (chi tiết) |           |

| Myanmar                                                 | 3–0        | Nepal |
| ------------------------------------------------------- | ---------- | ----- |
| Yaza Win Thein 66' · Myo Min Tun 76' · Soe Myat Min 86' | (chi tiết) |       |

| Sri Lanka            | 1–3        | Myanmar                                           |
| -------------------- | ---------- | ------------------------------------------------- |
| Kasun Jayasuriya 51' | (chi tiết) | Soe Myat Min 47' · Yan Paing 70' · Si Thu Win 85' |

| Nepal | 0–1        | CHDCND Triều Tiên |
| ----- | ---------- | ----------------- |
|       | (chi tiết) | Pak Song-Chol 39' |

| CHDCND Triều Tiên | 1–0        | Myanmar |
| ----------------- | ---------- | ------- |
| Ro Hak-Su 15'     | (chi tiết) |         |

| Nepal                                                     | 3–0        | Sri Lanka |
| --------------------------------------------------------- | ---------- | --------- |
| Santosh Shahukhala 14' · Ju Manu Rai 55' · Anjan K.C. 68' | (chi tiết) |           |

### Vòng đấu loại trực tiếp
|  | Bán kết                | Bán kết    |                        |   | Chung kết | Chung kết |
|  |                        |            |                        |   |           |           |
|  | 7 tháng 8 - Hyderabad  |            |                        |   |           |           |
|  |                        |            |                        |   |           |           |
|  | Ấn Độ                  | 1          |                        |   |           |           |
|  | Ấn Độ                  | 1          | 13 tháng 8 - New Delhi |   |           |           |
|  | Myanmar                | 0          |                        |   |           |           |
|  | Myanmar                | 0          | Ấn Độ                  | 4 |           |           |
|  | 7 tháng 8 - Hyderabad  |            | Ấn Độ                  | 4 |           |           |
|  |                        | Tajikistan | 1                      |   |           |           |
|  | CHDCND Triều Tiên      | Tajikistan | 1                      | 0 |           |           |
|  | CHDCND Triều Tiên      |            |                        | 0 |           |           |
|  | Tajikistan             | 1          |                        |   |           |           |
|  | Tajikistan             | 1          | Tranh hạng ba          |   |           |           |
|  |                        |            |                        |   |           |           |
|  | 13 tháng 8 - New Delhi |            |                        |   |           |           |
|  |                        |            |                        |   |           |           |
|  | Myanmar                | 0          |                        |   |           |           |
|  | Myanmar                | 0          |                        |   |           |           |
|  | CHDCND Triều Tiên      | 4          |                        |   |           |           |

#### Bán kết
| Ấn Độ            | 1–0        | Myanmar |
| ---------------- | ---------- | ------- |
| Sunil Chetri 82' | (chi tiết) |         |

| CHDCND Triều Tiên | 0–1        | Tajikistan               |
| ----------------- | ---------- | ------------------------ |
|                   | (chi tiết) | Dzhomikhon Muhidinov 39' |

#### Tranh hạng ba
| Myanmar | 0–4        | CHDCND Triều Tiên                                |
| ------- | ---------- | ------------------------------------------------ |
|         | (chi tiết) | Pak Song-Chol 10' 12' 44' (pen) · Rok Hak-Su 53' |

#### Chung kết
| Ấn Độ                                         | 4–1        | Tajikistan                 |
| --------------------------------------------- | ---------- | -------------------------- |
| Sunil Chetri 9' 23' 75' · Baichung Bhutia 19' | (chi tiết) | Fatkhullo Fatkhuloev 45+1' |

| Vô địch AFC Challenge Cup 2008 Ấn Độ Lần thứ nhất |

### Giải thưởng
| Đội đoạt giải phong cách | Cầu thủ xuất sắc nhất | Vua phá lưới  |
| ------------------------ | --------------------- | ------------- |
| Ấn Độ                    | Baichung Bhutia       | Pak Song-Chol |

## Danh sách cầu thủ ghi bàn
| 6 bàn - Pak Song-Chol 4 bàn - Guvanchmuhamed Ovekov - Yusuf Rabiev - Sunil Chetri 3 bàn - Baichung Bhutia 2 bàn - Soe Myat Min - Ro Hak-Su 1 bàn - Climax Lawrence - Yaza Win Thein - Myo Min Tun - Kasun Jayasuriya | 1 bàn (tiếp) - Vyaceslav Krendelev - Yan Paing - Si Thu Win - Davrondzhon Tukhtasunov - Yusup Orazmamedov - Santosh Shahukhala - Ju Manu Rai - Anjan K.C. - Dzhomikhon Muhidinov - Fatkhuloev Fatkhullo phản lưới nhà - MPW Madushka Peiris (trận gặp Triều Tiên) - Alisher Tuychiev (trận gặp Ấn Độ) |